# Ernährungsrat
Ernährungsräte (englisch food policy councils) sind Foren zur Gestaltung der Ernährungspolitik. Ernährungsräte stellen damit einen weiteren Akteur der Ernährungspolitik neben den etablierten Interessenvertretungen aus der Landwirtschaft, der Lebensmittelindustrie, den Verbraucher- und Umweltverbänden und den staatlichen sowie kommunalen Institutionen dar.
Ernährungsräte werden in der Praxis sehr unterschiedlich ausgestaltet. So gibt es Ernährungsräte auf verschiedenen politischen Ebenen (vom Stadtteil bis zum Staat) und mit unterschiedlichem Verhältnis zur Politik (von zivilgesellschaftlichen Basisbewegungen bis von der Politik eingesetzte, paritätisch zusammengesetzte Gremien).
Das Konzept entstand in den Vereinigten Staaten und ist außerdem vor allem in Kanada, dem Vereinigten Königreich und Australasien sowie West- sowie Mitteleuropa verbreitet. Im Globalen Süden gibt es ebenfalls zahlreiche Foren zur Gestaltung der Ernährungspolitik, meist außerhalb des konzeptuellen Rahmens der Ernährungsräte.

## Geschichte
Der erste Ernährungsrat wurde 1982 in Knoxville (Vereinigte Staaten) gegründet. In der Folge haben sich in Nordamerika eine Vielzahl von Ernährungsräten gegründet. Die Zahl stieg von 29 im Jahr 2004 auf 263 im Jahr 2014 und 341 im Jahr 2020.
1993 wurde in Brasilien der nationale Ernährungsrat CONSEA (Conselho de Segurança Alimentar e Nutricional) gegründet. 2002 gründete sich der erste Ernährungsrat im Vereinigten Königreich, 2013 in den Niederlanden.
In Deutschland wurde der erste Ernährungsrat im März 2016 in Köln gegründet, ebenfalls im Jahr 2016 wurde der Ernährungsrat Berlin gegründet. Im Jahr 2017 fand in Essen der erste Vernetzungskongress der Ernährungsräte in Deutschland statt, aus dem ein Netzwerk aus mehr als 40 Ernährungsräten und Ernährungsrat-Initiativen aus dem deutschsprachigen Raum hervorging.
Der erste Ernährungsrat in Österreich wurde im November 2018 in Wien gegründet.

## Unterschiedliche Ausgestaltungen von Ernährungsräten
Ernährungsräte beschäftigen sich je nach Zusammensetzung und lokaler Ausgangslage mit folgenden Tätigkeiten:
- Förderung urbaner Landwirtschaft und solidarischer Landwirtschaft
- Bekämpfung sozialer Benachteiligung im Ernährungssystem
- Verbesserung von Gemeinschaftsverpflegung in Schulen oder sozialen Einrichtungen
- Stärkung der Beziehungen zwischen Stadtbewohnern und Landwirten sowie anderer Lebensmittelproduzenten im Umland
- Zusammenbringen von Vertretern von Interessensgruppen, Aktivisten und der öffentlichen Verwaltung

Ernährungsräte unterscheiden sich des Weiteren hinsichtlich der politischen Ebenen, auf der sie tätig sind:
- Auf der lokalen Ebene, beispielsweise in Stadtteilen oder Städten. In Nordamerika sind 71 % (Stand 2020) der Ernährungsräte auf dieser Ebene tätig, und auch in Deutschland ist das die verbreitetste Ebene.[2]
- Auf der regionalen Ebene, beispielsweise in Landkreisen. Ein Beispiel ist der Ernährungsrat des Landkreises Fürstenfeldbruck.[2]
- Auf der Landesebene. Ein Beispiel ist Ernährungsrat des Bundeslandes Brandenburg.[2]
- Auf der Bundesebene, wie beispielsweise der nationale Ernährungsrat in Brasilien.

Auch hinsichtlich des Verhältnisses zur Politik und öffentlichen Verwaltung unterscheiden sich Ernährungsräte. Die bisher in Deutschland gegründeten Ernährungsräte gingen mehrheitlich auf zivilgesellschaftliche Initiative zurück. Sie sind teilweise organisiert als eigenständiger Verein, als Projekt eines bestehenden Vereins oder als lose zivilgesellschaftliche Bündnisse. Es gibt sowohl Ernährungsräte, in denen Mitglieder aus Politik und öffentlicher Verwaltung direkt involviert sind, als auch Ernährungsräte, die zwar eine Zusammenarbeit anstreben, aber diese nicht direkt involvieren und sich als unabhängig verstehen.

## Beispiele

### Ernährungsrat in Knoxville
Der 1982 gegründete Ernährungsrat in Knoxville gilt als erster Ernährungsrat. Die Beweggründe für die Gründung waren ein begrenzter Zugang zu gesunden Lebensmitteln sowie ein Mangel an Koordination hinsichtlich der Ernährungsplanung.

### Ernährungsrat CONSEA in Brasilien

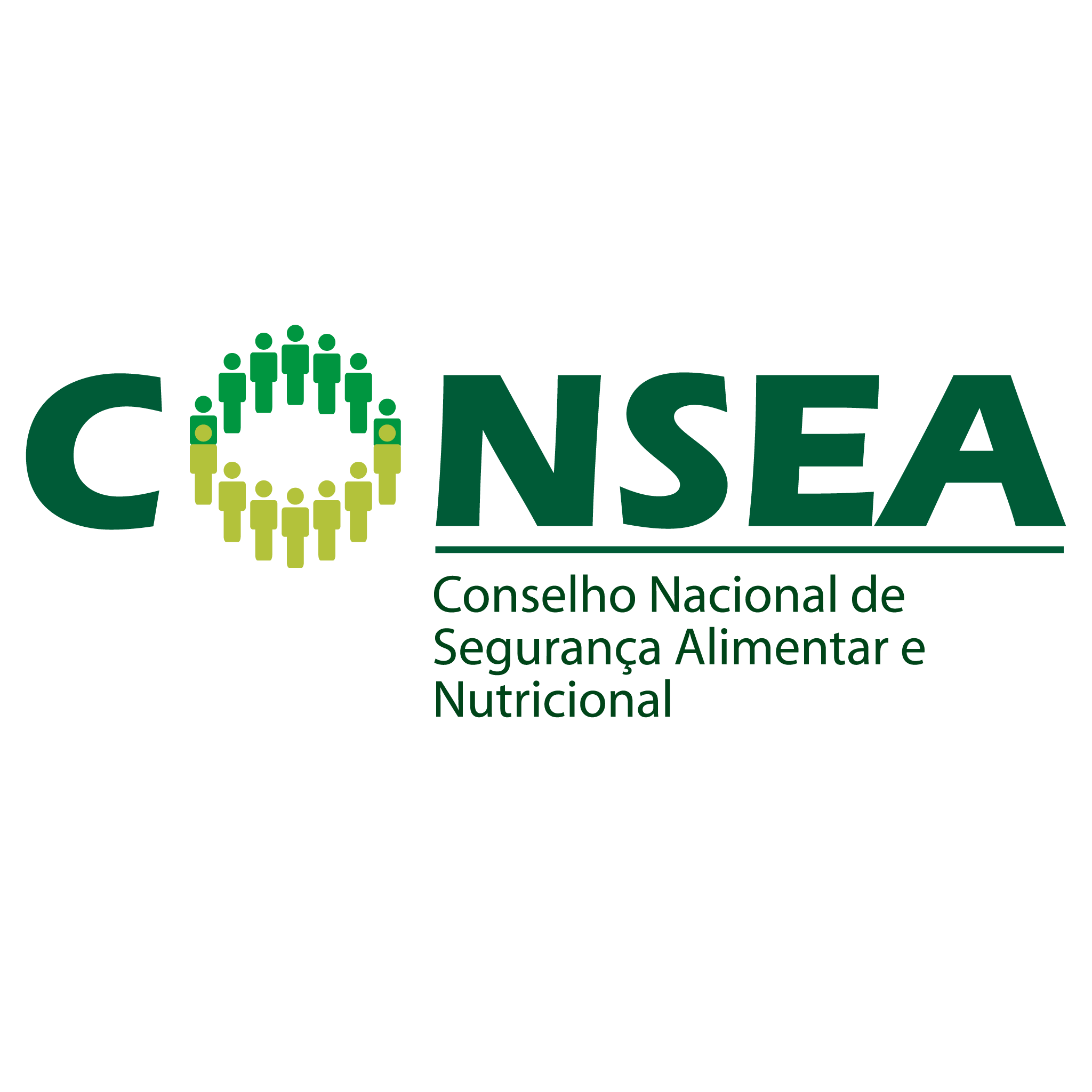
Logo des Ernährungsrats CONSEA

Der 1993 gegründete nationale Ernährungsrat CONSEA (Conselho de Segurança Alimentar e Nutricional) blieb zunächst lange Zeit unbeachtet. Im Jahr 2003 wurde der Ernährungsrat unter der Präsidentschaft Lula da Silvas wieder eingesetzt. Durch die Einbindung der Zivilgesellschaft konnte die Zero-Fome- (Null-Hunger-) Strategie des Landes weitestgehend durchgesetzt werden. So erscheint das Land seit 2014 nicht mehr auf der Hunger Map der FAO, und die Umsetzung diverser Sozialprogramme, wie beispielsweise die Bolsa Família, führten zu einer stetigen Verbesserung im Kampf gegen die extreme Armut. Landesweit wurde zudem ein Schulmahlzeiten-Programm durchgesetzt, das die Schulen mit lokalen, kleinbäuerlichen und gesunden Erzeugnissen versorgt. So wird nicht nur die kleinbäuerliche Landwirtschaft unterstützt, sondern auch auf eine gesunde Ernährung im Rahmen des Schulsystems gesetzt. All diese Errungenschaften ergaben sich vor allem durch die Einbindung der Zivilgesellschaft im Rahmen der CONSEA, die mittels ihrer beratenden Funktion viele Diskussionsprozesse in Gang setzten. Bereits am Tag seines Amtsantritts am 1. Januar 2019 löste Jair Bolsonaro die CONSEA auf.

### Ernährungsrat in Berlin

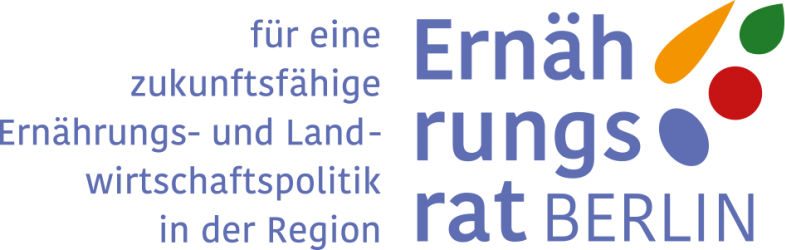
Logo des Ernährungsrats Berlin

Der Ernährungsrat Berlin hat sich 2016 in Berlin gegründet und ist als eingetragener sowie gemeinnütziger Verein organisiert. Der Ernährungsrat versteht sich als „unabhängige Interessenvertretung ernährungspolitisch engagierter Bürger*innen der Stadt“ und bezeichnet seine Arbeitsweise als soziokratisch. Im September 2021 veröffentlichte der Ernährungsrat das Buch Berlin isst anders. Ein Zukunftsmenü für Berlin und Brandenburg, in dem die Ernährungspolitik des Berliner Senats kritisiert und Wege zu einer klimafreundlichen und sozial-gerechten Ernährung aufgezeigt wurden.